# SN 1988D
SN 1988D – supernowa typu Ia odkryta 9 lutego 1988 roku w galaktyce M+00-20-06. W momencie odkrycia miała maksymalną jasność 15,00m.